# CBU-87 CEM
La CBU-87 Combined Effects Munition es una bomba de racimo usada por la Fuerza Aérea de los Estados Unidos. CBU son las siglas de Cluster Bomb Unit. Fue desarrollada por Aerojet General/Honeywell. En 1986 fue introducida para reemplazar las bombas de racimo anteriores usadas en la Guerra de Vietnam. El precio ronda los 14.000 dólares por bomba.
La CBU-87 consiste en un contenedor SUU-65B, una espoleta con 12 selecciones de tiempo y 202 submuniciones (o bombetas) designadas BLU-97/B Combined Effects Bomb (CEB). Cada bombeta es un cilindro amarillo con una longitud de 20 centímetros y un diámetro de 6 centímetros. Las bombetas BLU-97/B están diseñadas para ser usadas contra blancos blindados y sin blindar y contra personal; consisten en una carga hueca, una envoltura de acero de fragmentación y un anillo de circonio para efectos incendiarios. La CBU-87 también puede ser equipada con un sensor de proximidad FZU-39/B opcional con 10 selecciones de altitud.